# Alain Molmy
Alain Molmy, né le 17 janvier 1950, est un coureur cycliste amateur français, actif de 1965 à 1985.

## Biographie
Alain Molmy commence sa carrière de cycliste amateur en 1965 à l'UC Ardres.

## Palmarès
- 1969
  - 2e du Circuit de la Vallée de l'Aa
- 1972
  - 3e du Circuit de la Vallée de l'Aa
- 1974
  - Grand Prix de Lillers-Souvenir Bruno Comini
  - 3e du Circuit de la Vallée de l'Aa
- 1975
  - Circuit de la Vallée de l'Aa
  - Trois Jours de Marck
- 1976
  - Circuit de la Vallée de l'Aa
  - Trois Jours de Marck
- 1977
  - Trois Jours de Marck
- 1978
  - Circuit de la Vallée de l'Aa
  - 3e du Circuit du Port de Dunkerque
- 1979
  - Trois Jours de Marck
- 1980
  - Grand Prix des Flandres françaises
- 1985
  - Grand Prix de Beuvry-la-Forêt
- 1986
  - 3e du Circuit de la Vallée de l'Aa